# Victoria amazonica
Nénuphar géant
Espèce
Synonymes
- Euryale amazonica Poepp.[2],[3]
- Nymphaea victoria R. H. Schomb. ex Lindl.[3]
- Victoria regia var. randii hort. ex Conard[3]
- Victoria regia Lindl.[3]
- Victoria regina R. H. Schomb.[3]

Victoria amazonica, la Victoria d'Amazonie ou Nénuphar géant, est une espèce de plantes à fleurs de la famille des Nymphaeaceae. 
On attribuait à ce nénuphar d'Amérique du Sud les plus grandes feuilles au monde parmi les espèces aquatiques jusqu'à ce que l'on en distingue l'espèce voisine Victoria boliviana (les deux espèces étant auparavant confondues). Cette plante développe en effet des feuilles circulaires de grande taille, flottant solidement à la surface des eaux calmes grâce à la structure géométrique des nervures, et dont les bords relevés leur permettent de repousser les autres plantes, de façon à capter un maximum de lumière. Les feuilles servent ainsi de support à plusieurs espèces d'oiseaux qui les utilisent comme plateforme pour pêcher, ainsi qu'à différents reptiles qui vont y prendre leur « bain de soleil ». En horticulture, cette espèce spectaculaire est très appréciée, bien qu'elle soit délicate à cultiver loin de l'équateur et ne pousse alors que dans des serres spécialement aménagées.

## Description

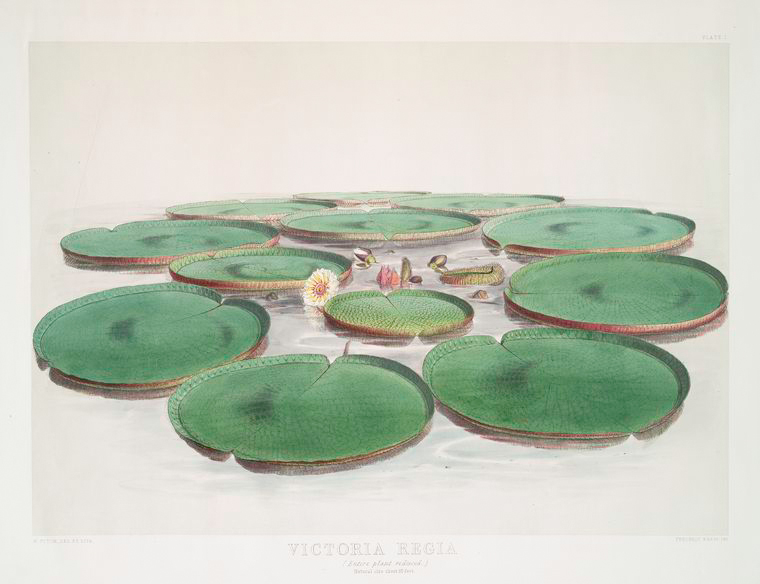
Planche botanique de 1851.
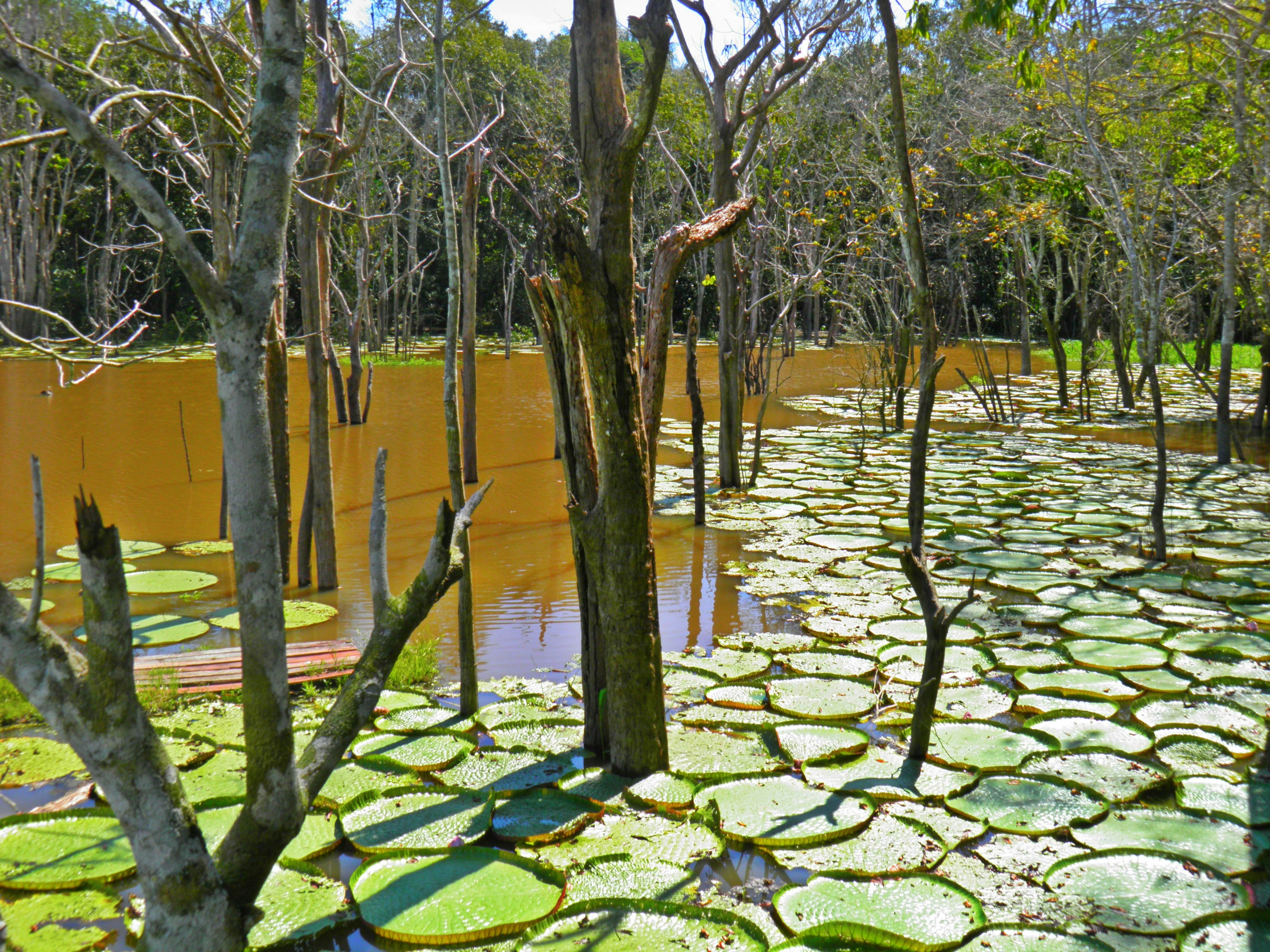
Aspect d'ensemble, en Amazonie.
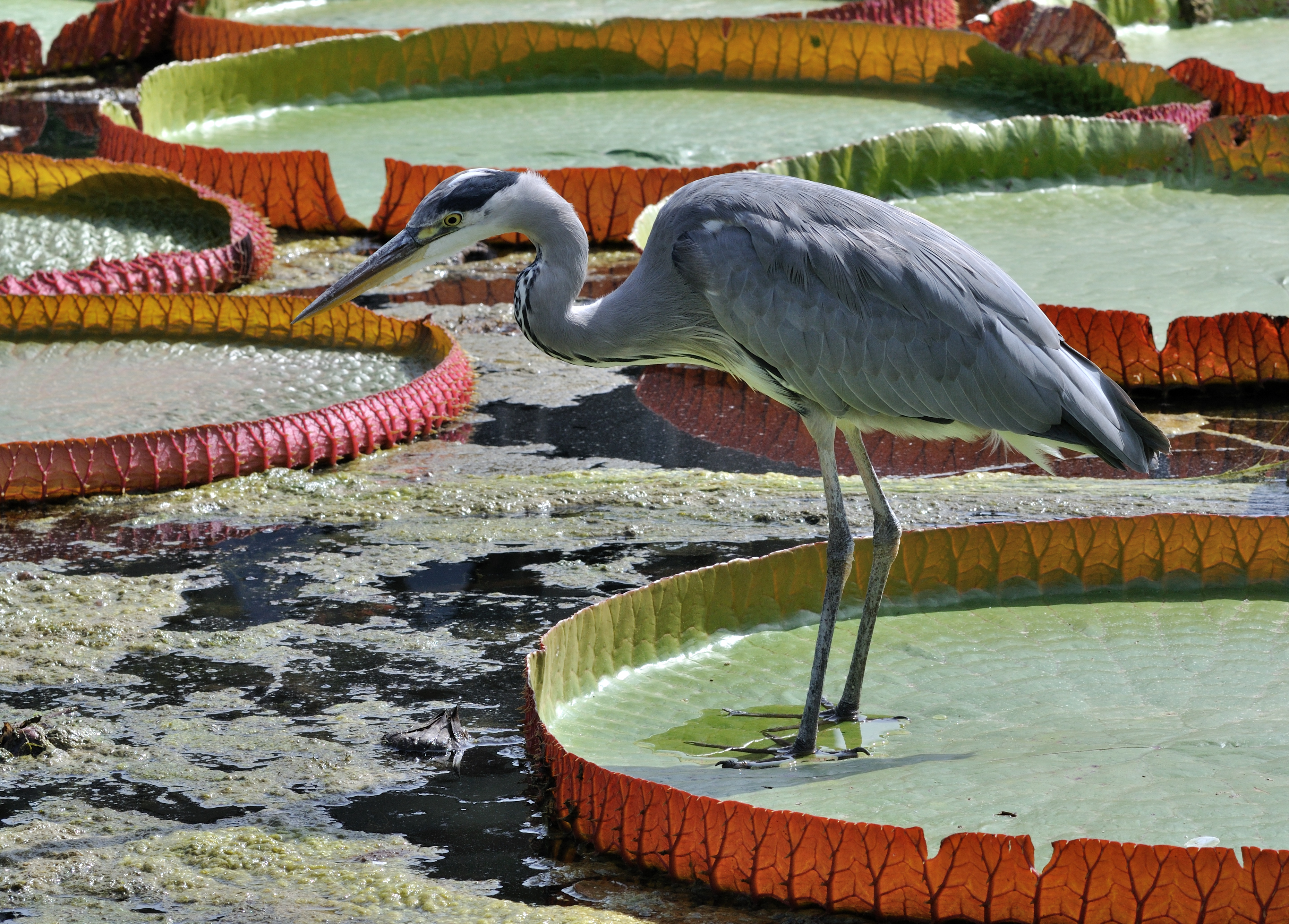
Héron cendré sur une feuille.
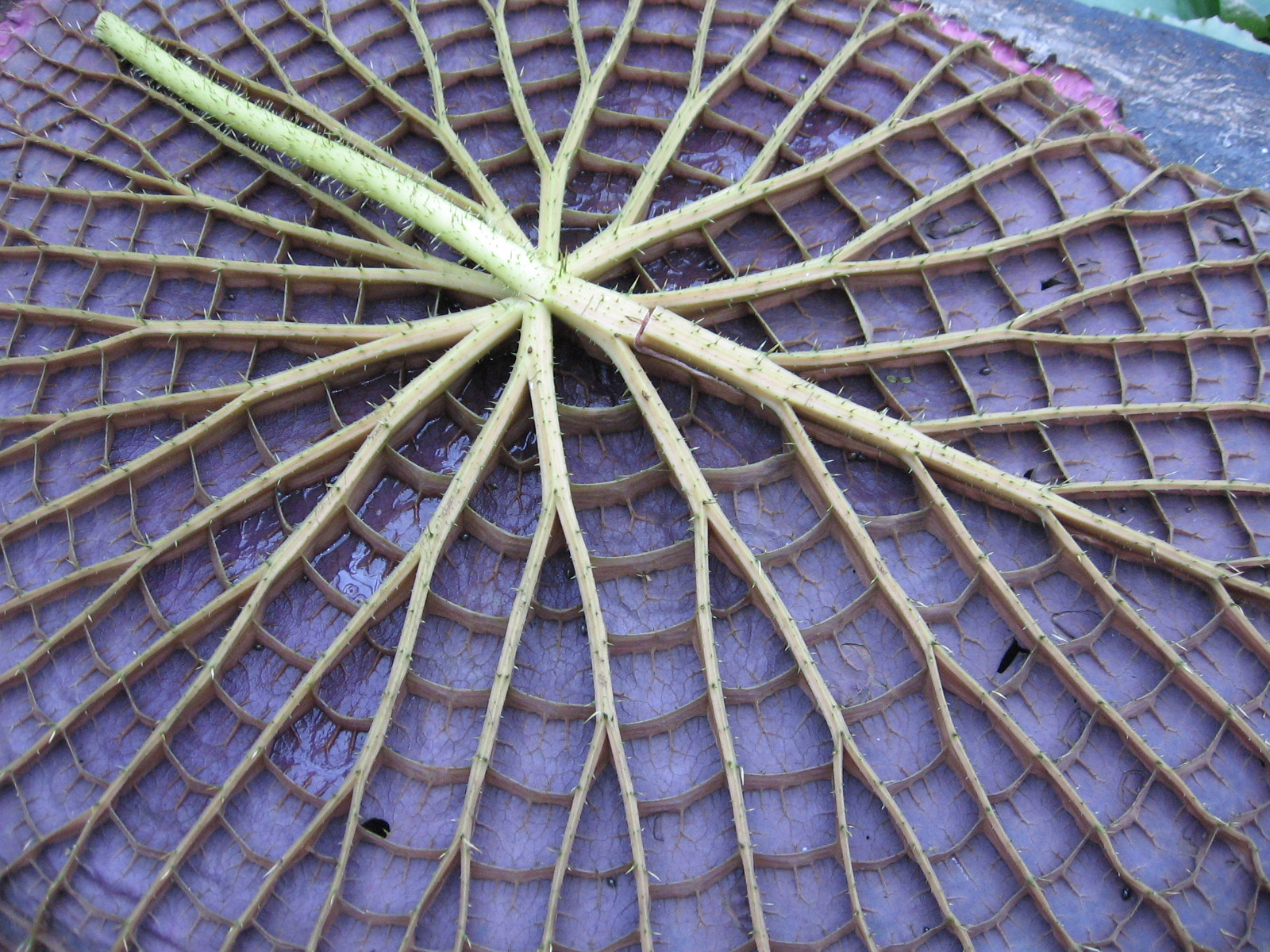
Revers de la feuille.
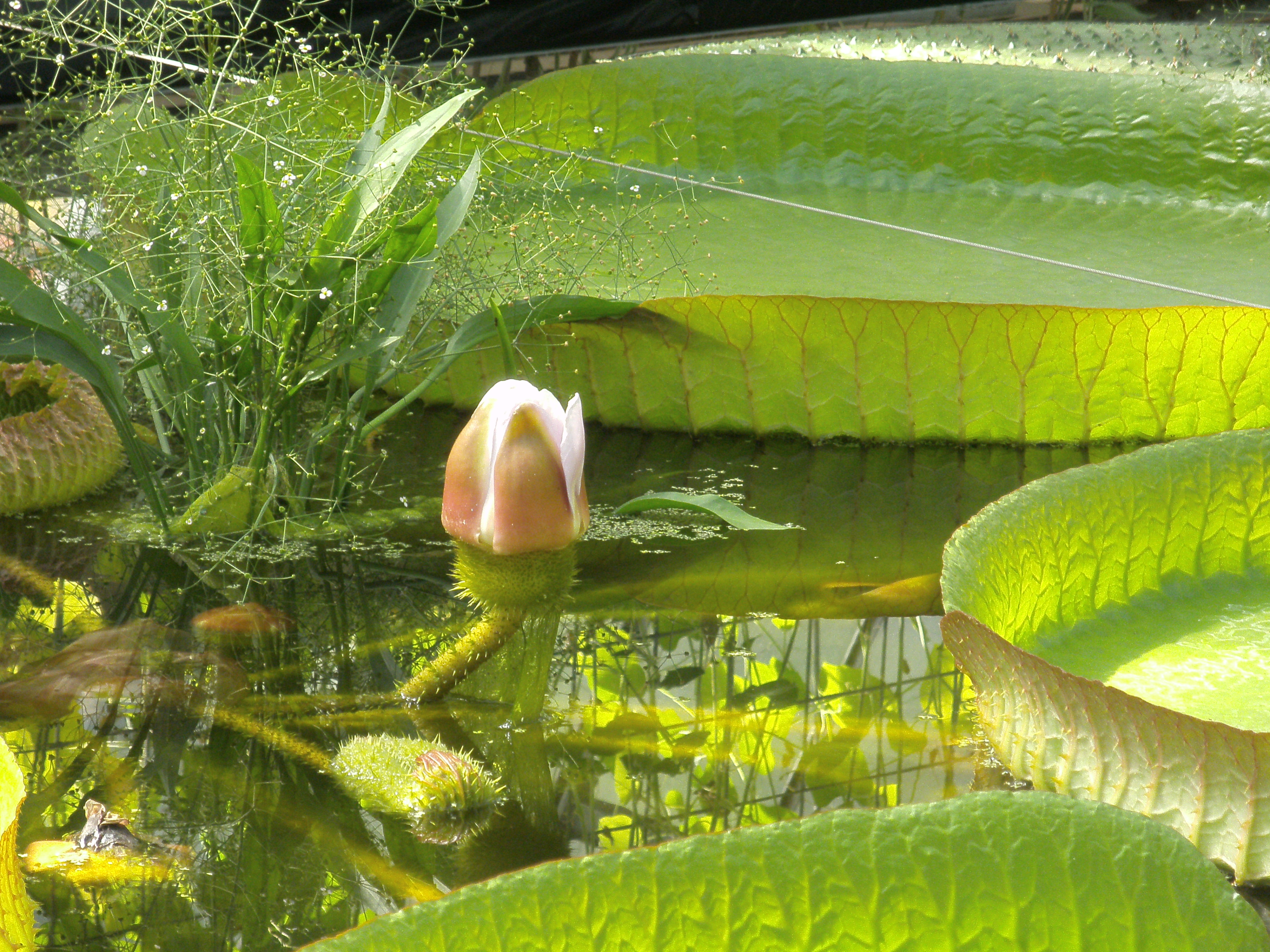
Fleur en bouton.
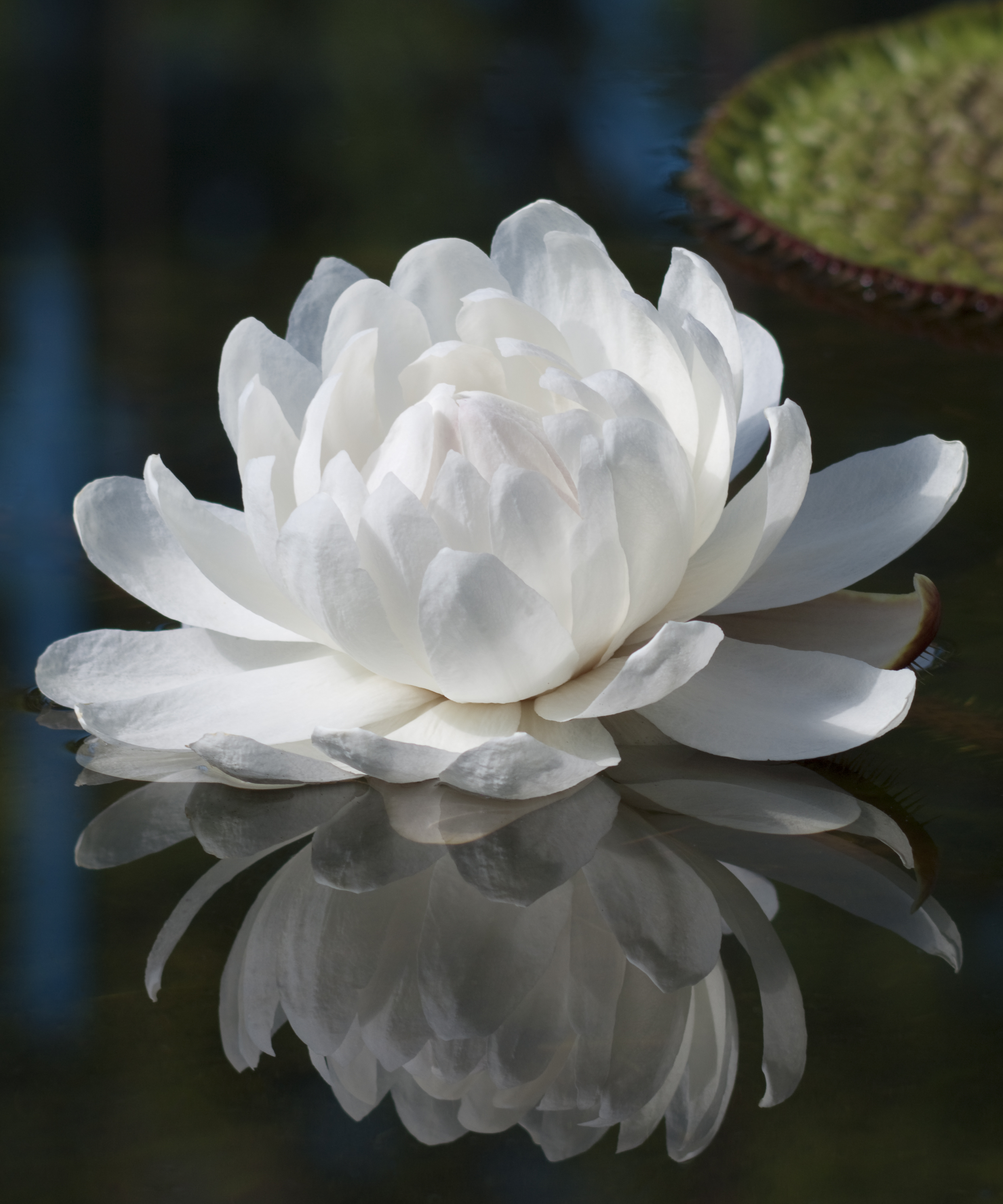
Fleur nouvellement épanouie, blanche.
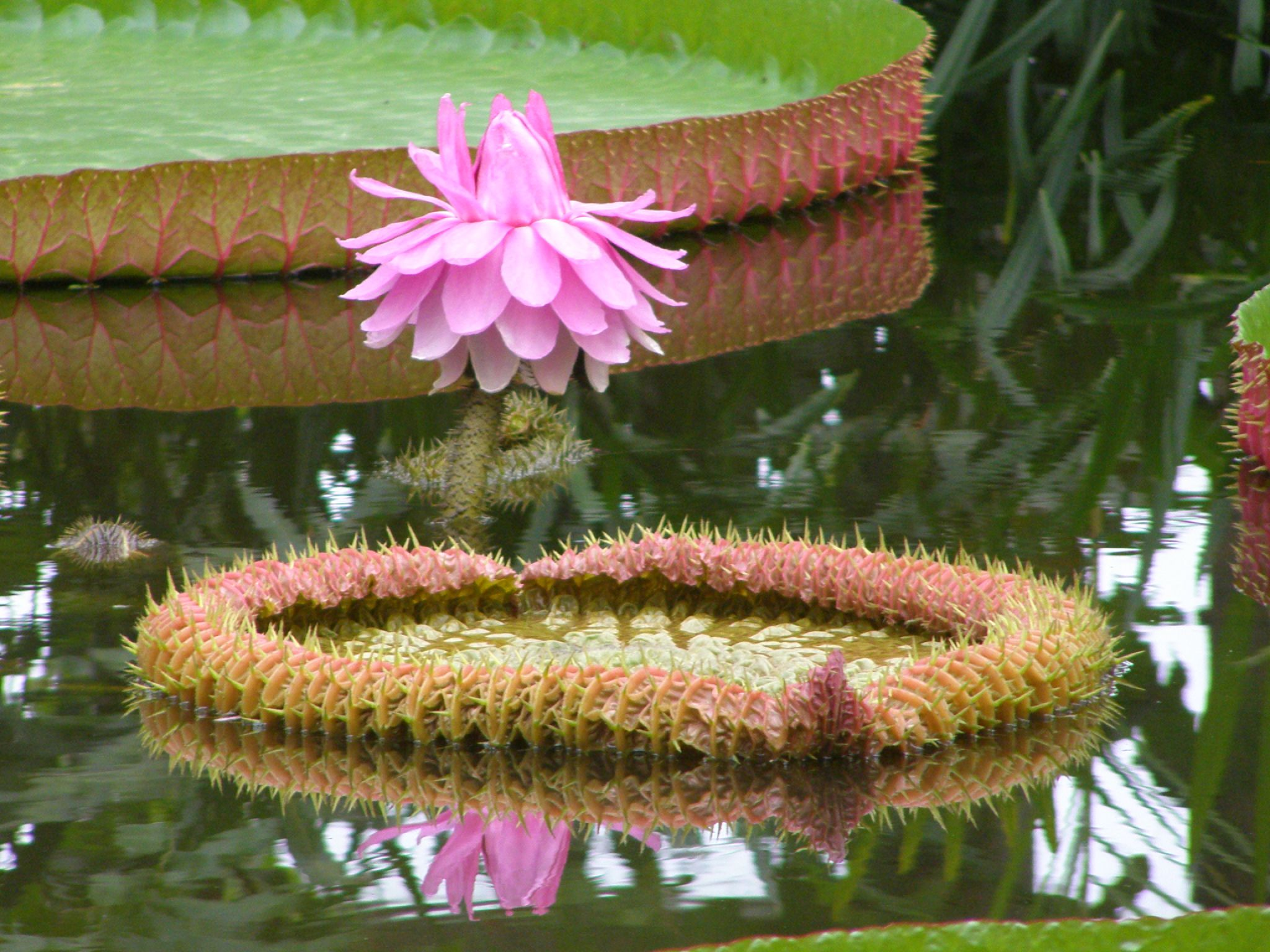
Fleur pollinisée devenue rose.

### Appareil végétatif

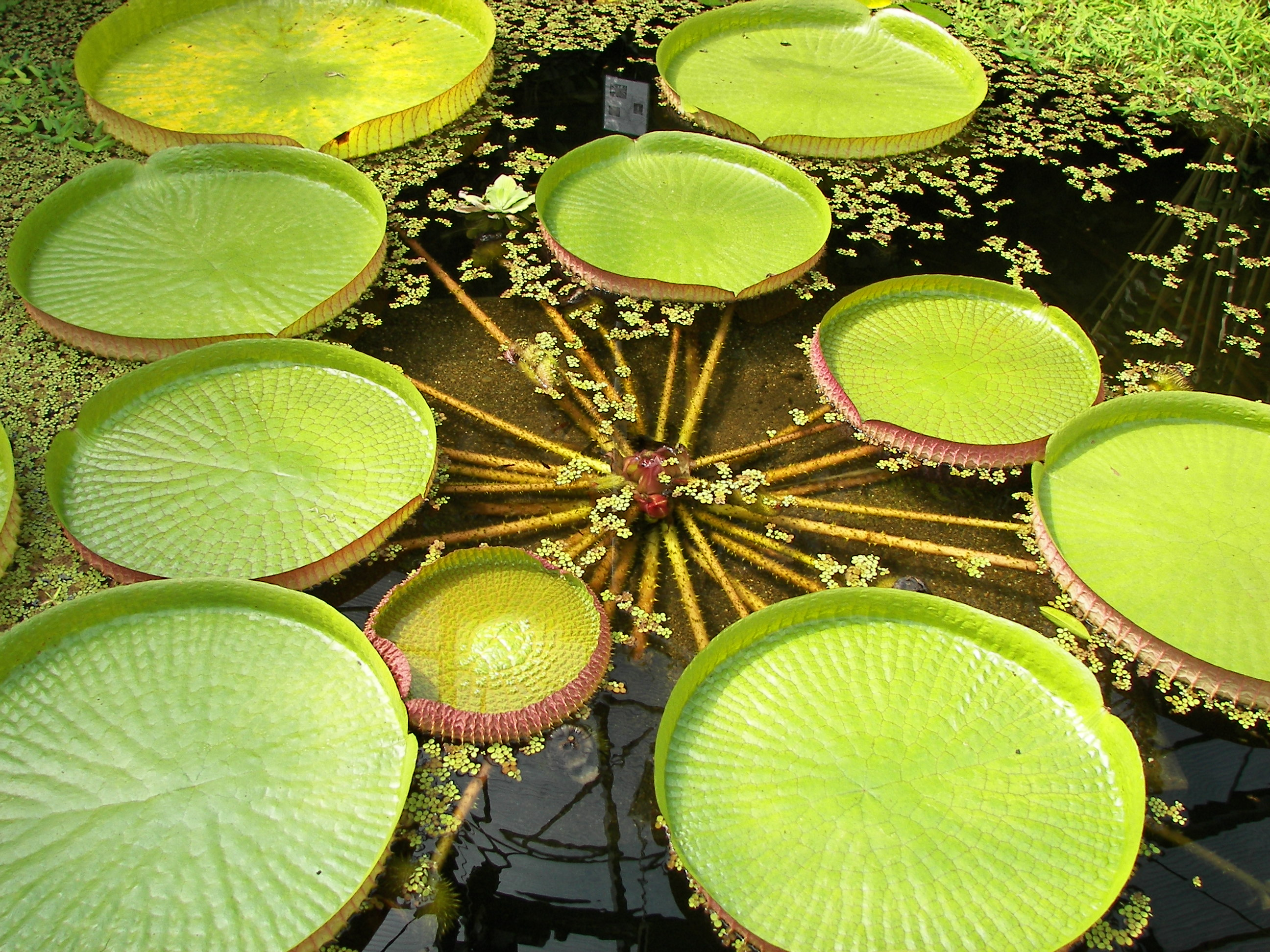
Plante en cours de développement.

Victoria amazonica est une plante vivace aquatique au port flottant. Une feuille géante peut mesurer jusqu’à 3 mètres de diamètre et grandir de 0,5 m2 par jour. Sa surface déperlante possède une cuticule cireuse hydrophobe. Cette feuille possède un bord relevé d’une dizaine de centimètres ainsi que des nervures profondes sur sa face inférieure, lui permettant de garder des poches d’air et donc de très bien flotter. Victoria amazonica a la particularité de posséder un revers de feuille épineux, alimenté par un seul réseau vasculaire, probablement utile pour repousser des éventuels herbivores aquatiques.
Elle possède une seule tige centrale, un rhizome profondément ancré dans le sol des fonds boueux. La tige peut atteindre 3 à 8 m de long selon la profondeur des eaux où elle se trouve. Les pédoncules sont produits par le rhizome, ce qui peut se voir facilement du fait de l'absence de racines adventives chez cette plante.

### Appareil reproducteur
Victoria amazonica est une plante hermaphrodite. Elle produit entre 40 et 50 feuilles par saison. Les fleurs sont solitaires et axillaires, elles flottent sur la surface de l’eau, tout comme les feuilles, et possèdent un pédoncule de taille variable selon la profondeur.
Les fleurs, d’un diamètre allant jusqu’à 40 cm, ont la capacité particulière de pouvoir retenir des insectes à l’intérieur de leur structure pour près de 24 h. Elles possèdent 4 sépales coriaces et épineux de couleur brune aux bords rosés. Les pétales sont la partie la plus fragile de la plante, on en compte généralement 50 à 70 par fleur. Les fleurs possèdent de 100 à 300 étamines entourées de staminodes externes et de paracarpes internes, qui sont des ovaires avortés formant une partie du fruit. Les étamines ne sont pas aussi distinguables que chez d'autres angiospermes.  Le gynécée est composée de 20 à 40 carpelles syncarpes. L'ovaire est pluriloculaire (le nombre de locules correspondant au nombre de carpelles). La placentation est laminale,,.
Le fruit est une baie ovoïde piquante ayant un diamètre légèrement supérieur à 10 cm,. Pendant son développement les structures florales fanent et tombent, pendant que la coque du fruit reste intacte. Les tissus internes deviennent mous pendant la division cellulaire. La déhiscence est irrégulière, le fruit s'ouvre simplement par l'accroissement des 100 à 700 graines qu’il contient,. La plante produit des graines ovales, longues d’un centimètre.

## Écologie

### Régions d’origine et régions où la plante s’est naturalisée
Victoria amazonica est originaire du bassin amazonien ainsi que celui du Paraguay, dans la région du Pantanal et au Guyana,.
La plante est très appréciée pour le paysagisme. Elle est cultivée dans diverses serres d’Europe et Amérique du Nord dans un but ornemental, mais dans ces régions elle ne se développe pas en dehors de celles-ci car la plante ne supporte pas la diminution de la photopériode en hiver.

### Habitat
La plante se développe dans des eaux calmes et chaudes, spécialement des zones de varzeas inondées lors de fortes pluies, riches en nutriments et surtout dans les igapos. Elle pousse également dans des zones marécageuses pauvres en nutriments du bassin amazonien qui restent inondées après le retrait des fleuves ainsi que dans des zones acides présentant moins de biodiversité de plantes herbacées.
Typiquement les eaux où elles se développent ont un pH moyen variant de 5,05 et 6,38 et des températures variant de 25 à 30 °C. Les eaux sont riches en oxygène en surface grâce à l’activité photosynthétique de la plante, mais pauvres en profondeur à cause de la décomposition de matière organique.
Ses énormes feuilles lui permettent d’être fortement exposée à la lumière,.

### Phytosociologie
Victoria amazonica domine rapidement les eaux sur lesquelles elle vit, par sa croissance rapide, sa large surface foliaire et ses bords relevés qui recouvrent la surface des eaux et empêchent les autres organismes de capter la lumière du soleil et assurer leur photosynthèse. Les bords relevés de la feuille pouvant aller jusqu’à une hauteur de 10 cm lui permettent de repousser toute autre plante sur la surface de l’eau et ainsi prendre leur place.

### Cycle de vie
La plante à une floraison très particulière du fait de son cycle reproducteur très court. La thermogenèse et la protogynie sont d'autres de ses particularités. Sa floraison a lieu lors du mois d'aout et dure 48 h,. La fleur femelle s'ouvre pour la première fois en fin d'après-midi avec une couleur blanc-crème. Son odeur fruitée et sa température pouvant être 11 °C supérieure à celle du milieu (thermogenèse) environnant attire des pollinisateurs. Il s'agit dans le cas de Victoria amazonica surtout d'un scarabée local du genre Cyclocephala. Lorsque ce scarabée entre dans la fleur, elle se referme sur lui. Il y dépose du pollen récolté chez d'autres fleurs mâles et n'est libéré que 24h après. Avant de le libérer la fleur bloque l'accès aux organes femelles fécondés à l'aide de para-carpelles et produit du pollen. Il s'agit d'un excellent exemple de protogynie, c’est-à-dire, que les organes femelles sont matures avant les organes mâles. Les réactions chimiques ayant lieu dans la fleur produisent une forte quantité d'anthocyanes qui provoquent un changement de couleur de la fleur lors de la première nuit. À l’aube du deuxième jour, elle sera donc mauve, rose ou rouge et de sexe mâle. Le scarabée alors recouvert du nouveau pollen s'envole vers de nouvelles fleurs femelles,.
La fleur se referme alors et coule au fond de l’eau. Elle se développe en fruit globuleux et épineux de 10 à 15 cm de diamètre. Une fois mûr, le fruit émerge et relâche 100 à 700 graines, entourées d'un arille qui aident dans la dissémination par l'eau,. Les fruits deviennent mûrs après six semaines, ils relâchent les graines flottantes qui remontent à la surface des eaux et se laissent emporter par le courant. La dispersion des graines est importante car elle se fait lors des périodes de crue dans les zones où Victoria amazonica se développe,.
Les graines germent en situation d'hypoxie, dans des eaux chaudes et sombres. Elles sortent de leur état de dormance lorsqu'elles sont inondées. Cela a souvent lieu en saisons de crue,,.

### Interactions avec d'autres organismes
Plusieurs animaux profitent de Victoria amazonica, les premiers étant les scarabées Cyclocéphales, qui lorsqu'ils sont emprisonnés par la fleur, sont gardés au chaud, dans un milieu riche en nectar duquel ils profitent tout en étant aussi protégés des prédateurs.
La plante sert aussi de plateforme (grâce aux nombreuses poches d'air gardées par les nervures de la feuille) a plusieurs animaux. Amphibiens et reptiles en profitent pour se réchauffer au soleil. On observe également divers oiseaux tels que le héron qui peuvent l'utilisent comme plateforme de pèche.
La plante ne rencontre pas beaucoup de problèmes avec des maladies ou ravageurs, du fait de son milieu de croissance pauvre en oxygène et ses épines qui la protègent de tout herbivore aquatique. Les seuls êtres vivants pouvant leur poser un problème sont les pucerons.

## Classification et nomenclature
L'espèce a été décrite en 1836 par Eduard Friedrich Poeppig sous le basionyme de Euryale amazonica Poepp. puis elle a été recomposée en 1850 dans le genre Victoria par James De Carle Sowerby, sous le nom de Victoria amazonica (Poepp.) J.C. Sowerby. L'épithète spécifique amazonica signifie « de fleuve Amazone ».
En classification phylogénétique APG III (2009), comme en classification classique de Cronquist (1981), elle fait partie de la famille des Nymphaeaceae.

### Histoire du taxon et de la classification
En 1801, le botaniste Thaddäus Haenke découvre pour la première fois lors de son expédition en Amérique latine, Victoria amazonica. En 1827, Alcide Dessalines d’Orbigny confond la plante avec Victoria cruziana, ayant une fleur de dimension légèrement inférieure. Il lui donne alors son nom. En 1832 le naturaliste Eduard Friedrich Poeppig la renomme Euryale amazonica à cause de sa ressemblance morphologique avec ce genre, typique de l’Asie du Sud-Est. Dans l’année 1837 Robert Hermann Schomburgk lui donne le nom de Nymphea victoria, modifiant ainsi son genre tout en gardant la même famille. En effet les espèces du genre Euryale ont des grains de pollen trinucléés, ce que celles du genre Nymphea ne possèdent pas. À cette époque Lindley estime que la plante doit se trouver dans le genre Victoria mais Schomburgk ne modifie pas son nom. En novembre de la même année John Lindley modifie encore son nom et l'appelle Victoria regia, la reine des zones aquatiques en hommage à la reine Victoria au pouvoir à l’époque. Lindley en fit un ouvrage en 1837. Il n’y eut que 25 copies et son livre ne fut pas connu. En 1850 et en 1851, James de Carle Sowerby lui donne le nom de Victoria amazonica car Victoria regia n’était pas en accord avec les règles de la nomenclature botanique. Malgré la modification du nom de la plante, le nom Victoria regia continue encore aujourd’hui à être utilisé,,,.

### Synonymes
- Victoria regia
- Nymphea victoria
- Euryale amazonica[10]
- Anneslea amazonica (Poepp.) C.Presl
- Anneslea brasiliana (Steud.) C.Presl
- Euryale amazonica Poepp.
- Euryale bonplandia Rojas
- Euryale brasiliana Steud.
- Euryale policantha Rojas
- Nymphaea nelumbo Vell.
- Nymphaea regina Schomb. ex Lindl.
- Nymphaea victoria Schomb.
- Victoria amazonum (Poepp.) Klotzsch
- Victoria regalis Schomb.
- Victoria regia Lindl.
- Victoria regina J. E. Gray
- Victoria reginae Hook[22].

## Espèce voisine
Victoria cruziana est une espèce proche de V. amazonica. Ces deux espèces se distinguent par la taille de leurs feuilles, la feuille de Victoria cruzania ne pouvant atteindre que 2 m contre 3 m pour Victoria amazonica, et par leur milieu de vie, Victoria cruzania vivant essentiellement au Paraguay et en Argentine et poussant dans des eaux plus froides.

## Utilisation

### Alimentation
Plusieurs parties de la plante sont appréciées pour l'alimentation, surtout chez les indiens d’Amazonie.
La graine de la taille d'une lentille, riche en fer et amidon, éclate à la chaleur comme du popcorn. Le rhizome ainsi que le pétiole de la plante semblables au manioc peuvent eux aussi être consommés,.

### Usages paramédicaux
Les populations indigènes utilisent la feuille pour nettoyer les plaies et comme un cicatrisant. La plante a également des propriétés laxatives.
Le jus pouvant être extrait des racines est utilisé pour rendre les cheveux brillants, foncés et plus forts (plante tinctoriale).

### Plante ornementale

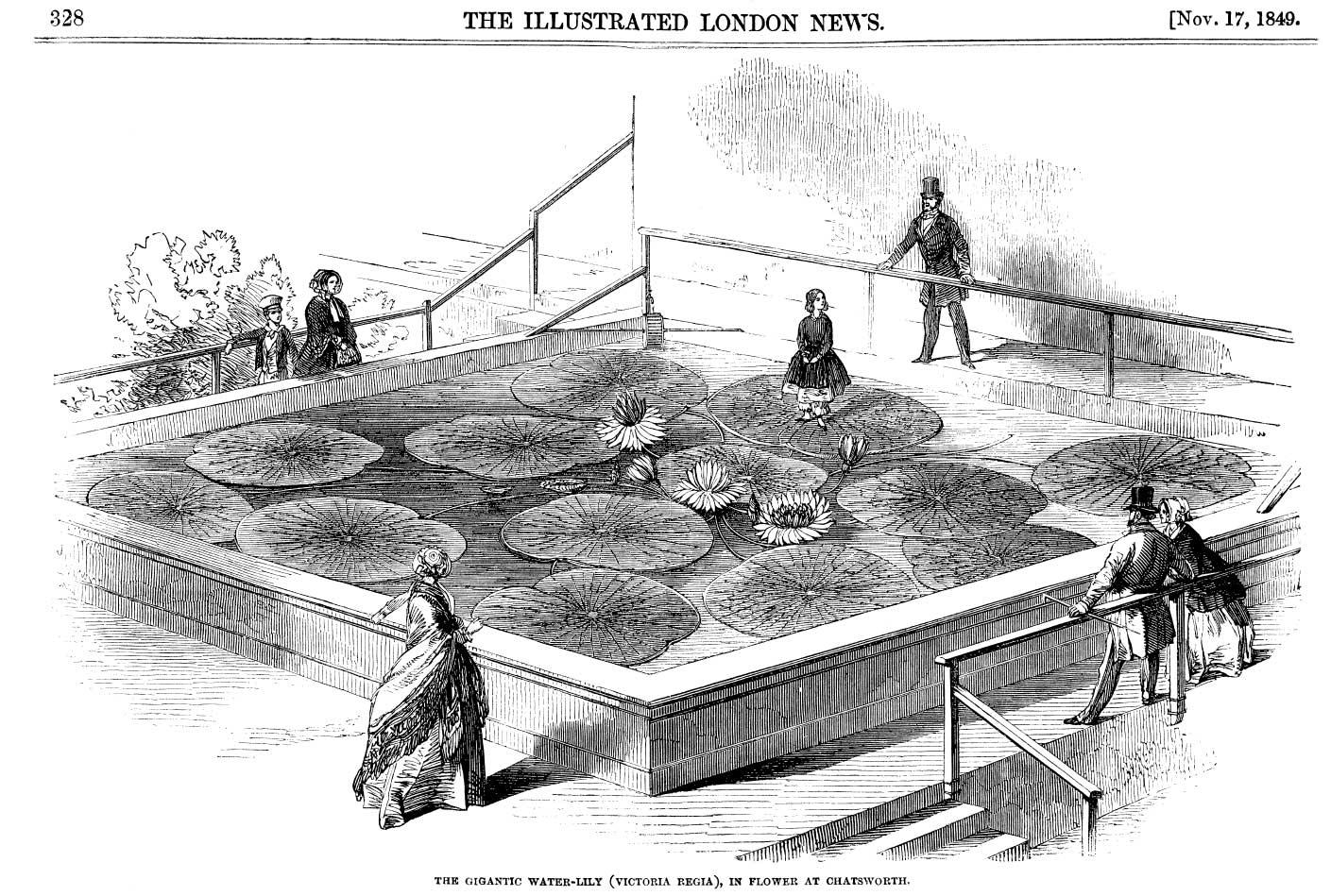
The Illustrated London News publie en 1849 une gravure montrant la fille du jardinier Joseph Paxton sur une feuille du Victoria dans une serre de Chatsworth House.

Victoria amazonica est très appréciée dans le paysagisme et a très souvent été exportée dans les pays de l'hémisphère nord. Elle ne parvient toutefois à se développer que dans des serres chaudes, au dessus de 22 degrés.

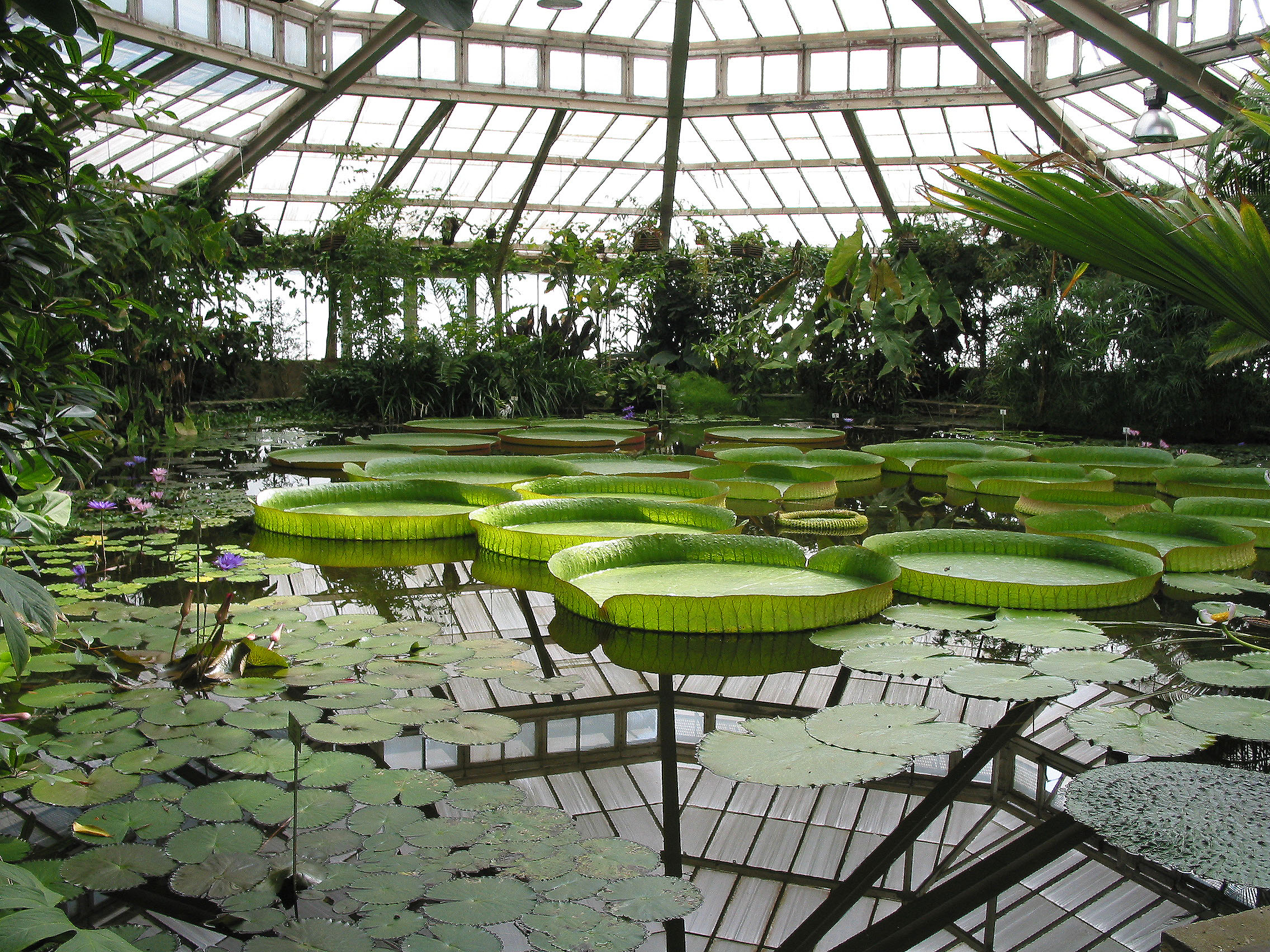
Victoria d’Amazonie au Jardin botanique de Meise (Belgique)

On peut observer des spécimens de la victoria d'Amazonie dans nombre de jardins botaniques, notamment :
En Afrique: 
- Jardin botanique de Pamplemousses (Maurice)

En Amérique :
- Jardin botanique de Montréal (Québec)

En Asie :
- Kobe Kachoen (Kobe, Japon)
- Jardin botanique de Chenshan, (Shanghai, Chine)

En Europe :
- Jardin botanique de Meise (Belgique)
- Jardin botanique de Berlin (Allemagne)
- Jardin botanique de Brno (République tchèque)
- Jardin botanique de Copenhague (Danemark)
- Jardin botanique de Lyon (France)
- Jardin botanique de Saint-Pétersbourg (Russie)
- Jardins botaniques royaux de Kew (Londres, Royaume-Uni)
- Jardin botanique d'Amsterdam (Pays-Bas)
- Jardin d'eau de Carsac-Aillac (France)
- Jardin botanique de Nancy (France)
- Jardin botanique de Strasbourg (France)

Plusieurs jardins botaniques organisent des séances de photos, permettant aux parents de déposer leur enfant sur une feuille de ce nénuphar géant, le temps de faire un cliché original. Cette pratique a débuté dès son introduction en Europe au XIXe siècle après que le jardinier Joseph Paxton ait réussi à faire fleurir la plante dans une serre chaude de Chatsworth House en 1849.

### Biomimétisme

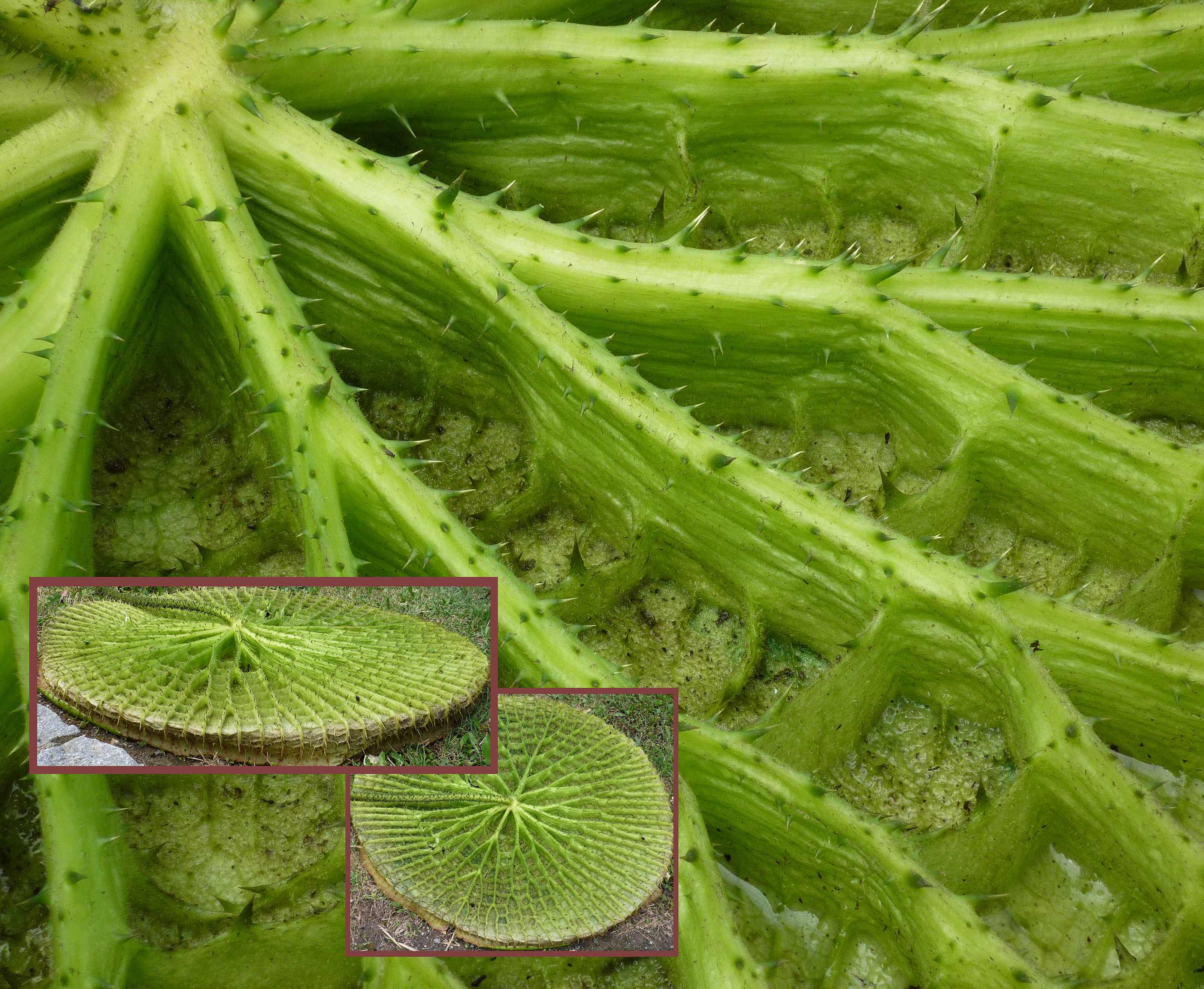
Détail des nervures au revers de la feuille.

Cette plante au développement exceptionnel est une source d'inspiration pour le biomimétisme.
La structure des feuilles de Victoria a inspiré par exemple aux ingénieurs d'Airbus une solution pour alléger les ailes des avions et l'architecte belge Vincent Callebaut y a puisé l'idée de son projet d'îles artificielles flottantes, baptisées Lilypad.
En revanche, contrairement à la rumeur, cette particularité des nervures n'a pas directement inspiré l'architecte Joseph Paxton pour concevoir la verrière du Crystal Palace, une immense serre qui a accueilli en 1851 l'exposition universelle de Londres, et dont la structure plissée de la toiture s'inspire plutôt de la feuille du hêtre.

## Agriculture et horticulture

### Méthode de culture
Appréciant beaucoup leur beauté, plusieurs amateurs ont tenté de cultiver ces plantes dans leurs serres d’Europe. L'espèce a commencé par être cultivée en Angleterre dans les années 1940. Au début avec plusieurs problèmes pour le bon déroulement de cycle de vie qui nécessite des conditions particulières.

### Ennemis (maladies, ravageurs…)
La plante est peu sujette aux maladies, mais elle a tout de même un prédateur parasite : le puceron Aphidoletes aphidimyza, ce qui est surtout problématique dans les cultures en serres.

## Aspects culturels et historiques

### Histoire et ethnobotanique
Robert Schomburgk , un sujet britannique en voyage au Guyana à l’époque coloniale, observe au XIXe siècle Victoria amazonica . Il rapporte que la plante grandissait très vite et que sa fleur faisait la taille d’un pied. La découverte de cette plante géante prend un grand développement médiatique, jusqu’à perturber le travail des botanistes.
En 1846 et 1848 on essaya de faire importer les graines pour en faire pousser en Angleterre mais sans succès. En 1849, on transporte les graines dans de l’eau fraiche et elles arrivent à bon port dans la ville de Kew. Mais c’est à Chatsworth qu’on voit la première fleur vraiment pousser. Le jardinier Joseph Paxton fait construire une serre chauffée dans le grand conservatoire et c’est là que la plante fleurit en 1849. Par sa popularité et son succès auprès du public anglais elle prit le surnom de Queen Victoria,.

### Légendes
Il existe une légende brésilienne d'origine amazonienne (de la tribu Tupi-Guarani) nommée "Le Nénuphar Géant". Selon cette tribu, la lune, que les Tupi-Guarani appelaient Jaci, était un dieu qui descendait sur terre la nuit. Un jour, Naia, une Indienne, tomba amoureuse de Jaci. Les anciens la mirent en garde : les filles emmenées par le dieu étaient changées en étoiles. Mais Naia ne les écouta pas et partit à sa recherche. Elle chercha la lune nuit et jour, gravit des collines pour l'attraper. Elle finit par tomber malade. Un jour où elle se sentit très faible, elle alla se promener sur les bords d'un lac. Dans le reflet, elle aperçut Jaci et cédant à la folie, voulut l'attraper. Elle tomba dans le lac où elle se noya. Jaci la vit et la transforma en une étoile hors du commun. Naia devint une fleur de nénuphar géant.